# Kurssystem
In einem Kurssystem wird im Gegensatz zum Klassenunterricht der Unterricht in der Schule in Form von frei wählbaren Kursen erteilt. Teils sind bestimmte Kurse verpflichtend.
Für das Kurssystem in der Oberstufe von Gymnasien und Gesamtschulen siehe Reformierte Oberstufe und gymnasiale Oberstufe („Kursstufe“).